# IrfanView
IrfanView är ett gratis bildbehandlingsprogram för operativsystemet Windows skapat av programmeraren Irfan Skiljan från Bosnien och Hercegovina.
IrfanView används mest för bildvisning och som bildkonverterare. Programmet klarar att visa i stort sett alla förekommande filformat som lagrats i RGB. Bilder som använder CMYK visas felaktigt och kräver ett annat program, exempelvis Adobe Photoshop.
IrfanView klarar av enklare bildbehandling och används bland annat till att snygga till inskannade bilder. Programmet klarar även av att spela upp andra mediefiler, såsom video och ljudfiler.
Programmets popularitet kan förklaras av programmets ringa storlek, drygt 1 MB, och dess goda funktionalitet vid bildvisning. IrfanView finns översatt till 27 språk, bland annat svenska. 
Programmets logotyp och maskot föreställer en överkörd katt. Irfan Skiljan förklarade att han gillar katter och logotypen är ett skämt – IrfanView-webbsidan visar honom hålla en vit huskatt. 